# 莱奥纳尔多·索塔尼
莱奥纳尔多·索塔尼（義大利語：Leonardo Sottani，1973年11月1日—），意大利男子水球运动员。他曾代表意大利参加1996年、2000年和2008年夏季奥林匹克运动会水球比赛，其中1996年奥运会获得铜牌。